# Lavvu
Lavvu er et telt som er de samiske rensdyrnomaders oprindelige boform. Teltets oprindelige konstruktion er, som tipien, opbygget af et skelet af lange, tynde, lige træstammer, rejst så de står i en fuld cirkel på jorden og samles i toppen. Over skelettet er trukket en teltdug af renskind. Samerne havde oprindeligt deres egen helt bestemte indretning, med entrefelt, arneild og faste pladser. Halvdelen til manden og den anden halvdel til konen, børnene og udstyr. Særlige gæster fik plads hos manden. Alle sov i renskind, med fødderne mod udgangen. Moderne modeller af teltet er lavet af lærred eller nylon/polyester, og støttes i de mindste modeller kun af en enkelt stang af metal i midten, som holder hele konstruktionen oppe, sammen med barduner og pløkke. Specialudstyr som brændeovne kan bruges, hvor teltstangen ligeledes fungerer som skorsten.